# ری بورگ
ری بورگ (انگلیسی: Ray Borg؛ زادهٔ ۴ اوت ۱۹۹۳) ورزشکار هنرهای رزمی ترکیبی اهل ایالات متحده آمریکا است.